# Carton House Golf Club

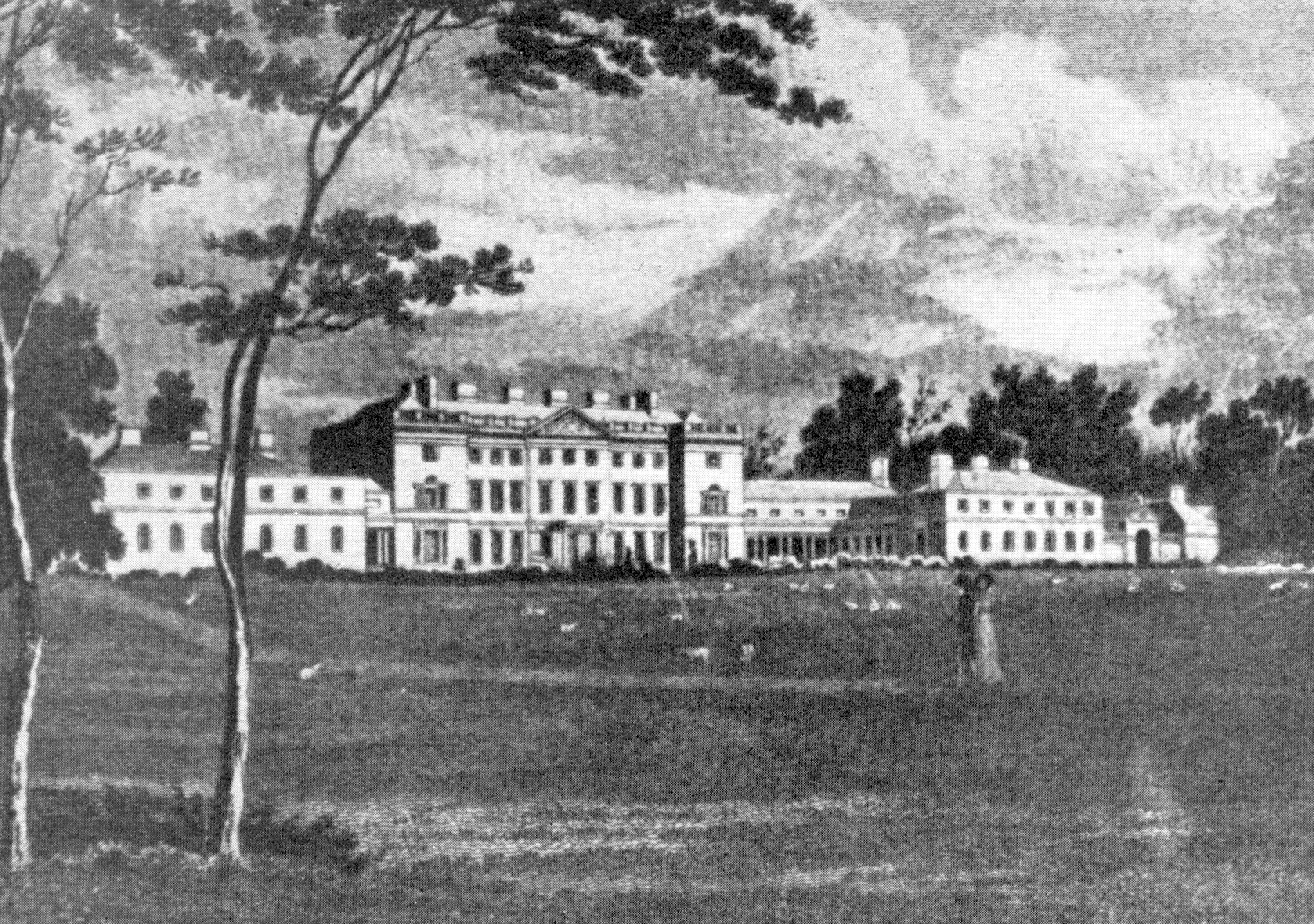
Leinster House in 1824, nu Carton Hotel

De Carton House Golf Club is een Ierse golfclub. Ze bevindt zich op het Carton Estate, 20 km ten westen van Dublin.

## Geschiedenis
De geschiedenis van het landgoed gaat terug naar de 12e eeuw, toen de Noormannen Dublin innamen.
Maurice FitzGerald was de eerste eigenaar. Zijn zoon en kleinzoon kregen in 1315 de titel earl of Kildare. Acht generaties later was dat de belangrijkste familie in Ierland, totdat Silken Thomas en zijn vijf ooms in 1537 werden geëxecuteerd omdat zij een opstand tegen de Engelsen hadden geleid. De familie kreeg wel de titel en het land terug maar niet meer de voorname positie. Pas de 19e graaf werd weer een groot staatsman. 
In de 17e eeuw werd er een huis gebouwd door William Talbot, die het land in erfpacht had van de earl of Kildare, en in de 18e eeuw werd het huidige Carton House gebouwd. Toen de 20e earl (later werd hij de 1e hertog van Leinster) er woonde, werd door zijn echtgenote Emily de Chinese kamer gemaakt, waar later koningin Victoria heeft geslapen. 
In het begin van de 20e eeuw werd Carton House bewoond door de 6e hertog van Leinster. Hij had drie zonen, de ene zoon sneuvelde in de oorlog, de andere zoon overleed aan een hersentumor en de derde zoon had veel gokschulden. In 1949 werd het huis verkocht aan Ronald Nall-Cain, 2e baron Brocket, en zijn zoon verkocht het in 1955 aan de familie Mallaghan. 
Filmlocatie
Julie Andrews, haar echtgenoot Blake Edwards en Rock Hudson woonden op Carton in 1969-70 tijdens het maken van Darling Lili, en Stanley Kubrick gebruikte het huis als filmlocatie in 1975 en 1980.

## Golf
In 2000 werd besloten het landgoed rendabel te maken, hoewel er veel protest kwam uit groepen die de historische waarden niet wilden aantasten. Er werden twee golfbanen aangelegd en van het grote huis werd een hotel gemaakt.
Carton House heeft twee 18-holes golfbanen:
- De O'Meara Course, ontworpen door Mark O'Meara, is een parkbaan die door weilanden en bossen slingert. Langs enkele holes loopt de rivier Rye. In 2005 werd daar door Richie Ramsay het Iers Amateur gewonnen.
- De Montgomerie Course, werd een jaar later geopend en vernoemd naar Colin Montgomerie. Deze baan heeft pot-bunkers. In 2005 en 2006 werd daar het Iers Open gespeeld en wederom in 2013, toen Paul Casey met −14 won.

Carton House was de eerste club in Ierland die het certificaat Committed to Green ontving.
Toernooien
- 2004: AIB Iers Amateur
- 2005: AIB Iers Amateur, Iers Open
- 2006: Iers Open
- 2013: Iers Open

Golfing Union
De Golfing Union of Ireland is de oudste golffederatie van de wereld. Hun hoofdkantoor is op het landgoed van Carton. Er is ook een Golf Academy bij met veel oefenfaciliteiten, waar alle Ierse spelers gebruik van mogen maken.